# Stonor Park
Stonor Park é uma histórica casa senhorial inglesa e parque privado de veados, situada num vale das Chiltern Hills, em Stonor, aproximadamente a 4 milhas (6,4 km) a norte de Henley-on-Thames, no condado de Oxfordshire, Inglaterra, próximo da fronteira com o condado de Buckinghamshire.
A residência possui uma capela privada datada do século XII. No seu recinto subsistem vestígios de um círculo de pedras pré-histórico. Trata-se da casa ancestral e solar da família Stonor, Barão Camoys. O actual titular do título é William Stonor.

## Enquadramento
A casa insere-se nas Chiltern Hills. Por detrás do edifício principal, existe um jardim murado de estilo italianizante, implantado numa encosta que oferece vistas privilegiadas. Ao redor da casa estende-se um parque com uma manada de gamos. O parque é circundado pelos bosques de Almshill, Balham e Kildridge. A casa e os jardins encontram-se abertos ao público.

## História

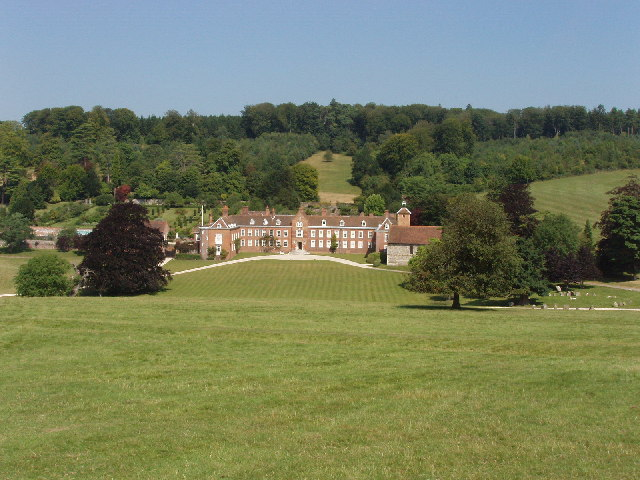
Vista da casa a partir do parque de veados (círculo de pedras visível à direita).

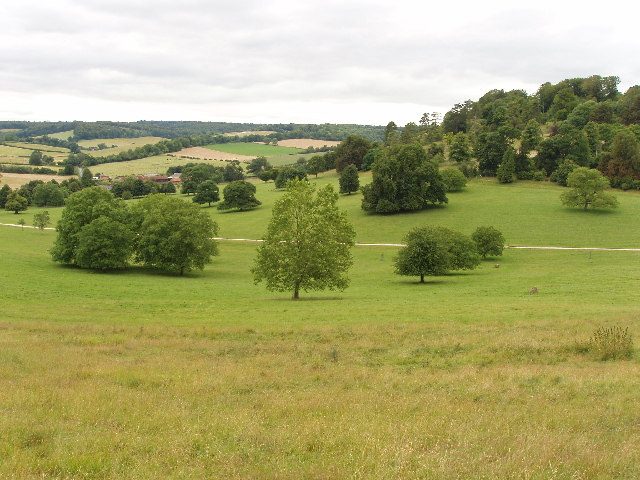
Parque de veados de Stonor.

A Casa de Stonor é residência da família Stonor há mais de oito séculos. No seu interior encontram-se retratos da família, tapeçarias, bronzes e cerâmicas. A capela privada, construída no século XII em sílex e pedra, possui uma torre primitiva em tijolo.
A construção da casa terá tido início por volta de 1280, aquando do segundo matrimónio de Sir Richard Stonor (1250–1314) com Margaret Harnhull.
Durante e após a Reforma Inglesa, a família Stonor, tal como outros membros da pequena nobreza local, manteve-se recusante. Em 1581, os padres jesuítas Edmund Campion e Robert Parsons residiram e exerceram funções em Stonor Park, onde imprimiram, em segredo, a obra Decem Rationes. A 4 de Agosto de 1581, uma rusga encontrou a tipografia clandestina; embora Campion e Parsons tivessem partido dias antes, a idosa Lady Cecily Stonor, o seu filho John, o padre William Hartley, os tipógrafos e quatro criados foram presos. Em 1585, Hartley foi exilado. Apesar das perseguições e multas subsequentes, os Stonor permaneceram fiéis ao Catolicismo Romano durante os séculos XVII e XVIII, permitindo que muitos habitantes locais assistissem à missa na sua capela privada. Entre 1716 e 1756, John Talbot Stonor, Vigário Apostólico do Distrito das Midlands, utilizou Stonor Park como sede.
A intransigente adesão da família Stonor ao Catolicismo Romano durante a Reforma conduziu à sua marginalização e relativo empobrecimento nas décadas seguintes, o que, de forma involuntária, contribuiu para a preservação da casa num estado relativamente intacto e pouco adulterado.

## Círculo de pedras
A casa foi construída no local de um antigo círculo de pedras ou henge, do qual deriva o seu nome. Os vestígios são ainda visíveis, estando uma das pedras incorporada no canto sudeste da capela. As pedras são uma mistura de sarsens e puddingstone de Hertfordshire. A disposição atual das pedras resulta de alterações feitas durante obras paisagísticas do século XVII e de reconstruções no século XX. O sítio encontra-se registado como uma folly no inventário de Sítios e Monumentos.

## Aparições nos média
Stonor foi utilizado como local de filmagens em diversas produções, incluindo The Pumaman (1980), The Living Daylights (1987), Danny, o Campeão do Mundo (1989), o episódio final de One Foot in the Grave (2000), Endeavour (2019), A Christmas Carol (2019) e Antiques Roadshow (2020).